# Comitatul Maricopa, Arizona
Comitatul Maricopa, în original Maricopa County (cod FIPS, 04-013) este unul din cele 15 comitate ale statului Arizona al Statelor Unite ale Americii, fiind localizat în partea sa centrală. Este o parte a zonei numită Phoenix Metropolitan Statistical Area, fiind cu circa 5,2 millioane de locuitori cel mai populat comitat al statului, care are o populație totală estimată de 6,7 milioane locuitori. 

## Geografie
Conform datelor statistice furnizate de United States Census Bureau, comitatul are o suprafață totală de 23.891 km2 (sau de 9,224 mile patrate), dintre care 23.836 km2 (sau 9,203 square miles) este uscat și doar 0.31 % (55 km2 sau 21 square miles) este apă.

### Comitate învecinate
- Comitatul Yavapai, Arizona - la nord
- Comitatul Gila, Arizona - la nord-est
- Comitatul Pinal, Arizona - la est și la sud-est
- Comitatul Pima, Arizona - la sud
- Comitatul Yuma - la vest
- Comitatul La Paz, Arizona - la vest și nord-vest

### Drumuri importante
- Interstate 40
- U.S. Route 60
- U.S. Route 64

## Demografie
|  | Graficele sunt indisponibile din cauza unor probleme tehnice. Mai multe informații se găsesc la Phabricator și la wiki-ul MediaWiki. |

Date: Wikidata - grafică realizată de Wikipedia